# روبرت جنكنسون
روبرت بانكس جنكنسون (بالإنجليزية: Robert Banks Jenkinson)‏ يعرف أيضاً بلقب إيرل ليفربول الثاني (بالإنجليزية: 2nd Earl of Liverpool)‏ سياسي بريطاني (7 يونيو 1770-4 ديسمبر 1828). تولى رئاسة الوزارة في بريطانيا من 8 يونيو 1812 إلى 9 أبريل 1827.
بصفته رئيسًا للوزراء، دعا ليفربول إلى اتخاذ تدابير قمعية على المستوى المحلي للحفاظ على النظام هناك بعد مذبحة بيترلو عام 1819. تعامل بسلاسة مع الأمير الأمير القائم باعمال الملك عندما أصبح الملك جورج الثالث عاجزًا، كما قاد البلاد خلال فترة الراديكالية والاضطرابات التي أعقبت الحروب النابليونية. فضل جينكينسون المصالح التجارية والتصنيعية وكذلك مصلحة الأرض، وسعى للوصول إلى حل وسط بشأن قضية التحرر الكاثوليكي. عزز انتعاش الاقتصاد موقف روبرت السياسين وبحلول عشرينيات القرن التاسع عشر، أصبح زعيمًا لمجموعة الإصلاح «الليبراليون المحافظون» التي خفضت التعرفة الجمركية وألغت عقوبة الإعدام للعديد من الجرائم  وأصلحت القانون الجنائي. لكن عند وفاته، كان حزب المحافظين منقسمًا بشدة.

يقول المؤرخ جون ديري أنه كان:
رجل دولة قدير وذكي، فاقت مهارته في بناء حزبه وقيادة البلاد إلى النصر في الحرب ضد نابليون وإرساء أسس الازدهار، قلة شعبيته في سنوات ما بعد معركة واترلو مباشرة.
تضمنت الأحداث المهمة خلال فترة رئاسته للوزراء حرب 1812 مع الولايات المتحدة والتحالفين السادس والسابع ضد الإمبراطورية الفرنسية وانتهاء الحروب النابليونية في مؤتمر فيينا وقوانين الذرة ومذبحة بيترلو والقانون الثالوثي لعام 1812 وقضية التحرر الكاثوليكي. صنفه العلماء في مرتبة عالية بين جميع رؤساء الوزراء البريطانيين، لكن رئيس الوزراء المحافظ الذي أتى بعده لقبه بـ «متوسط المستوى».

## بداياته

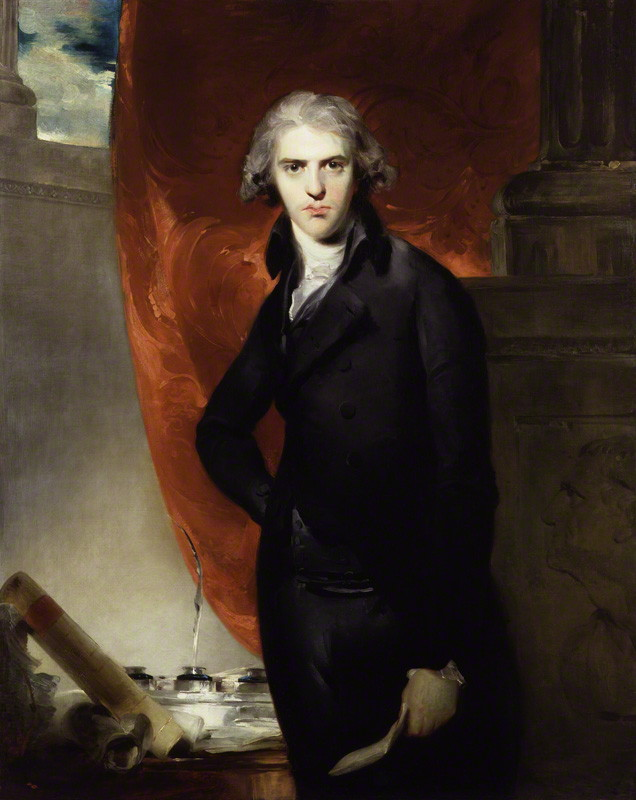
إيرل ليفربول الثاني

عمّد جينكينسون في 29 يونيو من العام 1770 في سانت مارغريت، وستمنستر. والد مستشار جورج الثالث المقرب تشارلز جينكينسون الذي أصبح فيما بعد أول إيرل لليفربول، ووالدته زوجة تشارلز الأولى، أميليا واتس. توفيت والدة جينكينسون، التي كانت ابنة أحد كبار مسؤولي شركة الهند الشرقية، ويليام واتس، وزوجته بيجوم جونسون عن عمر19 عامًا، نتيجة لولادة روبرت بعد شهر منها.
تلقى جينكينسون تعليمه في مدرسة تشارترهاوس وكريست تشيرش بأكسفورد. في صيف عام 1789، أمضى جينكينسون أربعة أشهر في باريس لتعلم اللغة الفرنسية وإتقانها وتوسيع خبرته الاجتماعية. عاد إلى أكسفورد لمدة ثلاثة أشهر لإكمال شروط إقامته، وفي مايو من العام 1790  حاز على شهادة الماجيستير في الفنون.
فاز في انتخابات مجلس العموم عام 1790 عن راي، وهو المقعد الذي شغله حتى عام 1803؛ لكنه في ذلك الوقت لم يكن قد بلغ سن الدخول إلى البرلمان، فامتنع عن شغل مقعده وقضى الشتاء التالي وأوائل الربيع في جولة طويلة في القارة الأوروبية. شملت هذه الجولة هولندا وإيطاليا، وفي نهايته أصبح كبيرًا بما يكفي لشغل مقعده في البرلمان. ليس من الواضح بالضبط متى دخل مجلس العموم، لكن بما أن عيد ميلاده الحادي والعشرين لم يحلّ حتى نهاية دورة انعقاد المجلس لعام 1791 تقريبًا، فمن المحتمل أنه انتظر حتى العام التالي ليشغل مقعده.
بمساعدة نفوذ والده وموهبته السياسية، ارتقى بسرعة في حكومة حزب المحافظين. في فبراير  من العام 1792، قدم الرد على اقتراح صمويل ويتبريد النقدي لسياسة الحكومة الروسية. ألقى العديد من الخطابات خلال الجلسة، بما في ذلك خطاب ضد إلغاء تجارة الرقيق وهو ما عكس معارضة والده القوية لحملة وليام ويلبرفورس. شغل منصب عضو مجلس التحكم في الهند منذ عام 1793 حتى 1796.
في الحركة الدفاعية التي أعقبت اندلاع الأعمال العدائية مع فرنسا، كان جنكينسون من أوائل وزراء الحكومة الذين انضموا إلى الميليشيات. أصبح كولونيلًا في إحدى المجموعات عام 1794، لكن مهامه العسكرية أدت إلى غيابه المتكرر عن مجلس العموم.

## روابط خارجية
- روبرت جنكنسون على موقع الموسوعة البريطانية (الإنجليزية)